# Sant Ilari de Pionçac
Saint-Hilaire és un municipi francès situat al departament del Puèi Domat i a la regió d'Alvèrnia-Roine-Alps. L'any 2007 tenia 202 habitants.

## Demografia

### Població
El 2007 la població de fet de Saint-Hilaire era de 202 persones. Hi havia 90 famílies de les quals 29 eren unipersonals (8 homes vivint sols i 21 dones vivint soles), 41 parelles sense fills, 16 parelles amb fills i 4 famílies monoparentals amb fills.
La població ha evolucionat segons el següent gràfic:
Habitants censats

### Habitatges
El 2007 hi havia 166 habitatges, 89 eren l'habitatge principal de la família, 60 eren segones residències i 17 estaven desocupats. 163 eren cases i 2 eren apartaments. Dels 89 habitatges principals, 83 estaven ocupats pels seus propietaris, 3 estaven llogats i ocupats pels llogaters i 2 estaven cedits a títol gratuït; 1 tenia una cambra, 19 en tenien tres, 34 en tenien quatre i 35 en tenien cinc o més. 41 habitatges disposaven pel capbaix d'una plaça de pàrquing. A 33 habitatges hi havia un automòbil i a 32 n'hi havia dos o més.

### Piràmide de població
La piràmide de població per edats i sexe el 2009 era:
| Homes | Edats   | Dones |
| ----- | ------- | ----- |
| 0     | 95 o +  | 0     |
| 4     | 90 a 94 | 0     |
| 0     | 85 a 89 | 0     |
| 4     | 80 a 84 | 4     |
| 20    | 75 a 79 | 4     |
| 12    | 70 a 74 | 20    |
| 8     | 65 a 69 | 16    |
| 4     | 60 a 64 | 0     |
| 0     | 55 a 59 | 4     |
| 8     | 50 a 54 | 0     |
| 12    | 45 a 49 | 0     |
| 4     | 40 a 44 | 4     |
| 8     | 35 a 39 | 4     |
| 8     | 30 a 34 | 8     |
| 0     | 25 a 29 | 0     |
| 0     | 20 a 24 | 0     |
| 4     | 15 a 19 | 0     |
| 0     | 10 a 14 | 4     |
| 0     | 5 a 9   | 4     |
| 4     | 0 a 4   | 0     |

## Economia
El 2007 la població en edat de treballar era de 94 persones, 67 eren actives i 27 eren inactives. De les 67 persones actives 59 estaven ocupades (40 homes i 19 dones) i 8 estaven aturades (3 homes i 5 dones). De les 27 persones inactives 8 estaven jubilades, 9 estaven estudiant i 10 estaven classificades com a «altres inactius».

### Ingressos
El 2009 a Saint-Hilaire hi havia 94 unitats fiscals que integraven 216 persones, la mediana anual d'ingressos fiscals per persona era de 11.779,5 €.

### Activitats econòmiques
Dels 8 establiments que hi havia el 2007, 1 era d'una empresa alimentària, 2 d'empreses de fabricació d'altres productes industrials, 3 d'empreses de construcció, 1 d'una empresa d'hostatgeria i restauració i 1 d'una entitat de l'administració pública.
Dels 4 establiments de servei als particulars que hi havia el 2009, 1 era un taller de reparació d'automòbils i de material agrícola, 1 paleta, 1 fusteria i 1 lampisteria.
L'any 2000 a Saint-Hilaire hi havia 21 explotacions agrícoles que ocupaven un total de 966 hectàrees.

## Poblacions més properes
El següent diagrama mostra les poblacions més properes.